# Уэбб, Саймон (певец)
Саймон Уэбб (англ. Simon Webbe; 30 марта 1979, Манчестер, Англия) — британский певец, продюсер и актёр.

## Биография

### Ранние годы
Его родители приехали в Великобританию из Сент-Китса и Невиса.

Учась в школе, Уэбб активно играл в  футбол, выступая за молодежную команду «Boldmere St. Michaels».

### Карьера
В 1999 году Уэбб стал одним из участников английского бой-бэнда Blue. 
С 2005 года начал сольную карьеру и выпустил два альбома. Его первый альбом, «Sanctuary», вышел в 2005 году, занял двадцать восьмое место по итогам года в Англии и стал дважды платиновым. Второй альбом, «Grace» вышел в конце 2006 года и достиг одиннадцатой строчки хит-парада Великобритании.
Помимо музыкальной деятельности, Уэбб также занимался и актерской — он исполнил второстепенные роли в таких фильмах , как комедийная мелодрама «Вся правда о любви» и гангстерский боевик «Жестокие улицы» (Rollin' With The Nines).
Уэбб является музыкальным менеджером британской смешанной группы «VS», которая ранее выступала на концертах вместе с Blue. Также он продюсирует англо-американский женский коллектив «L.A.D.E.».
В 2009 вернулся в группу Blue.

### Личная жизнь
18 августа 2018 года Саймон Уэбб женился на Айшен Кемал. 1 апреля 2021 года у супругов родилась дочь Сайэн Шенел Уэбб.
Также у Уэбба есть дочь Алана (род. 1996) от бывшей девушки Николы Джонс.

## Дискография

### Sanctuary (2005)
Песни из альбома:
Lay Your Hands, No Worries, After All This Time, A Little High, Time Of You Life, Unjustified, Free, Ashamed, Only Love, All I Want, Star, Sanctuary.

### Grace (2006)
Песни из альбома:
Coming Around Again, Seventeen, Sunshine (Love Like That), Go To Sleep, Ain’t True To Yourself, Dont' Wanna Be That Man, Angel (My Life Began With You), Still A Fool For You, My Soul Pleads For You, That’s The Way It Goes, Take Your Time, Grace.